# Municipio de Mount Haley
El municipio de Mount Haley (en inglés: Mount Haley Township) es un municipio ubicado en el condado de Midland, en el estado estadounidense de Míchigan. En 2010 tenía una población de 1678 habitantes y una densidad de 27,14 personas por km².

## Geografía
El municipio de Mount Haley se encuentra ubicado en las coordenadas 43°31′18″N 84°19′16″O / 43.52167, -84.32111. Según la Oficina del Censo de los Estados Unidos, el municipio tiene una superficie total de 61.83 km², de la cual 61,7 km² corresponden a tierra firme y (0,2 %) 0,12 km² es agua.

## Demografía
Según el censo de 2010, había 1678 personas residiendo en el municipio de Mount Haley. La densidad de población era de 27,14 hab./km². De los 1678 habitantes, el municipio de Mount Haley estaba compuesto por el 97,62 % blancos, el 1,07 % eran amerindios, el 0,24 % eran asiáticos, el 0,24 % eran de otras razas y el 0,83 % eran de una mezcla de razas. Del total de la población el 2,03 % eran hispanos o latinos de cualquier raza.